# Baaba Maal

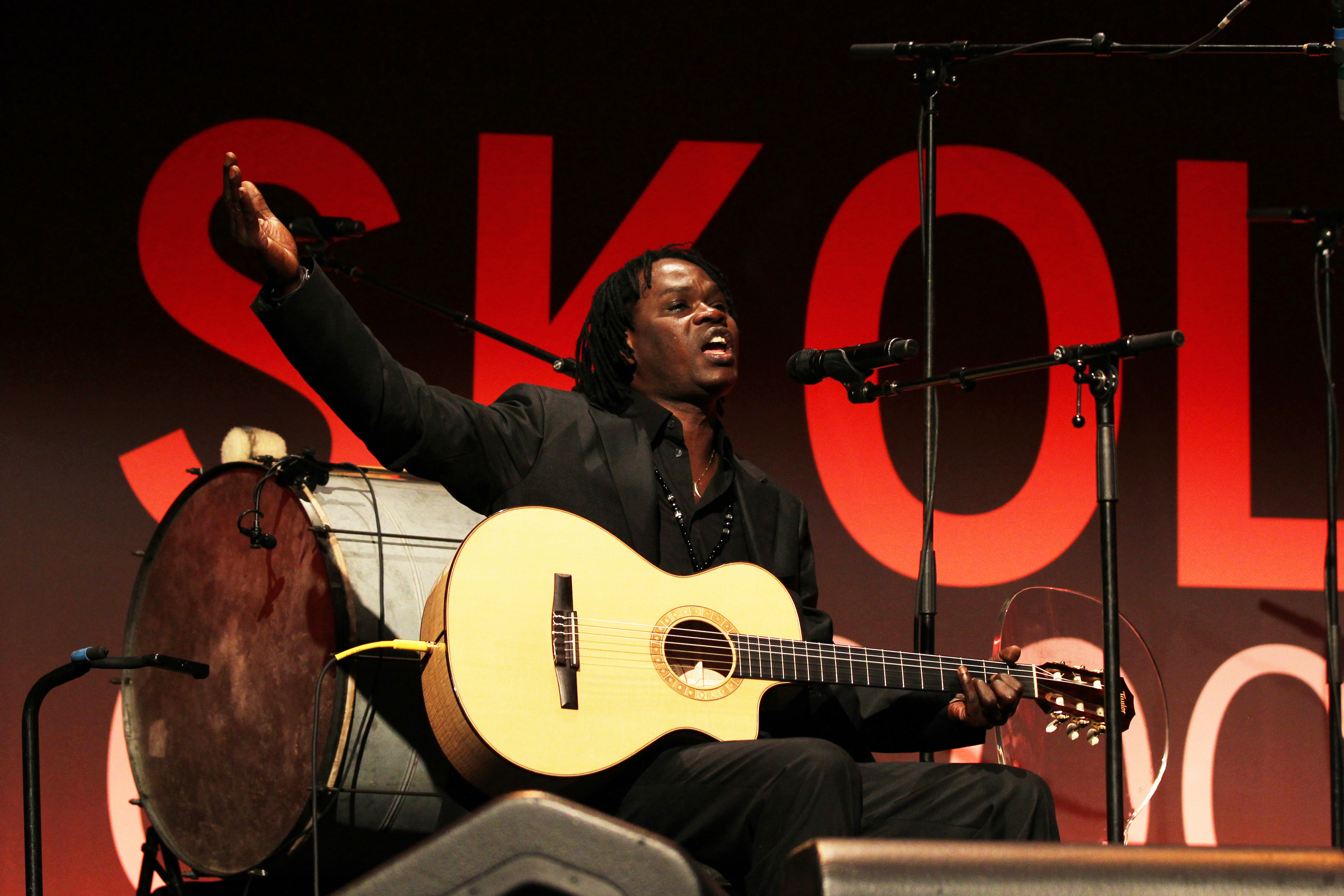
Baaba Maal, 2011.

Baaba Maal, född 1953, är en senegalesisk sångare och musiker. Han har sedan slutet av 1980-talet vunnit allt större uppmärksamhet för sin mäktiga röst och sin medryckande musik i skärningspunkten mellan västafrikansk folkmusik och modern popmusik. Inte minst har han rykte om sig att vara en glimrande konsertartist.

## Bakgrund
Maal kommer från staden Podor vid Senegalfloden, där hans far var böneutropare i en moské. Trots att han inte var av griot-släkt kom Baaba Maal att studera musik, först i Dakar och sedan några år i Paris. Hans sjunger ofta på sitt modersmål pulaar.

## Politiska ställningstaganden
Baaba Maals texter handlar bland annat om att Afrika bör skaka av sig sitt beroende av andra, om vikten av att lösa etniska konflikter, om kvinnans rättigheter och om att förena tradition med öppenhet för världen utanför.
Maal har i en intervju för OkeyAfrica sagt att han stöder Occupy-rörelsen.

## Diskografi i urval
- Lam Toro (1992)
- Firin' in Fouta (1994)
- Nomad Soul (1998)
- Live at Royal Festival Hall (1999)
- Missing You (2001)